# یواس‌اس ناواجو (ای‌تی‌ای-۲۱۱)
یواس‌اس ناواجو (ای‌تی‌ای-۲۱۱) (به انگلیسی: USS Navajo (ATA-211)) یک کشتی بود که طول آن ۱۴۳ فوت (۴۴ متر) بود. این کشتی در سال ۱۹۴۵ ساخته شد.